# Falkenbergs Järnväg

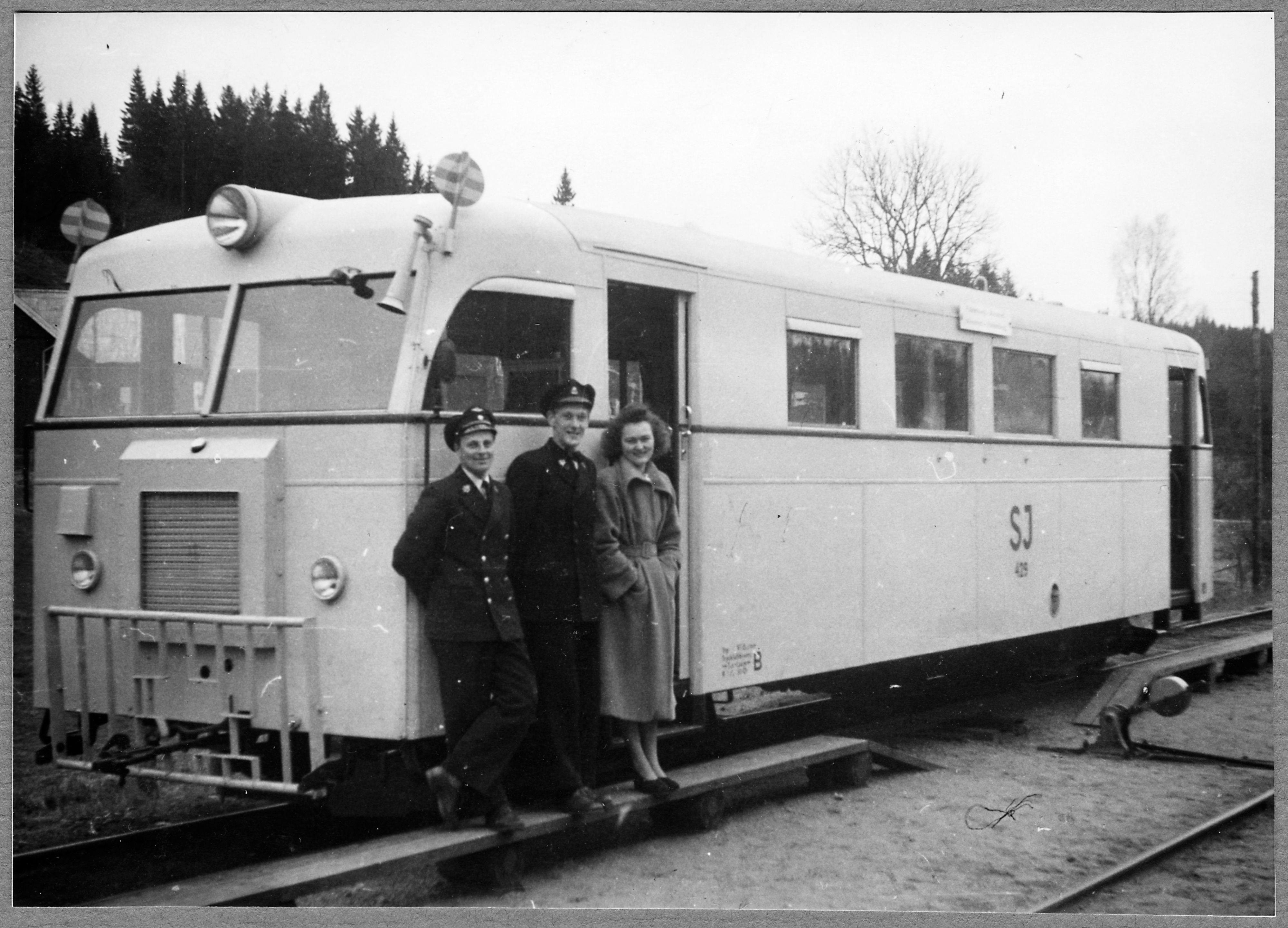
Rälsbuss levererad av Nohab 1936, senare SJ litt Yop. Fotot taget mellan 1941 och 1956.

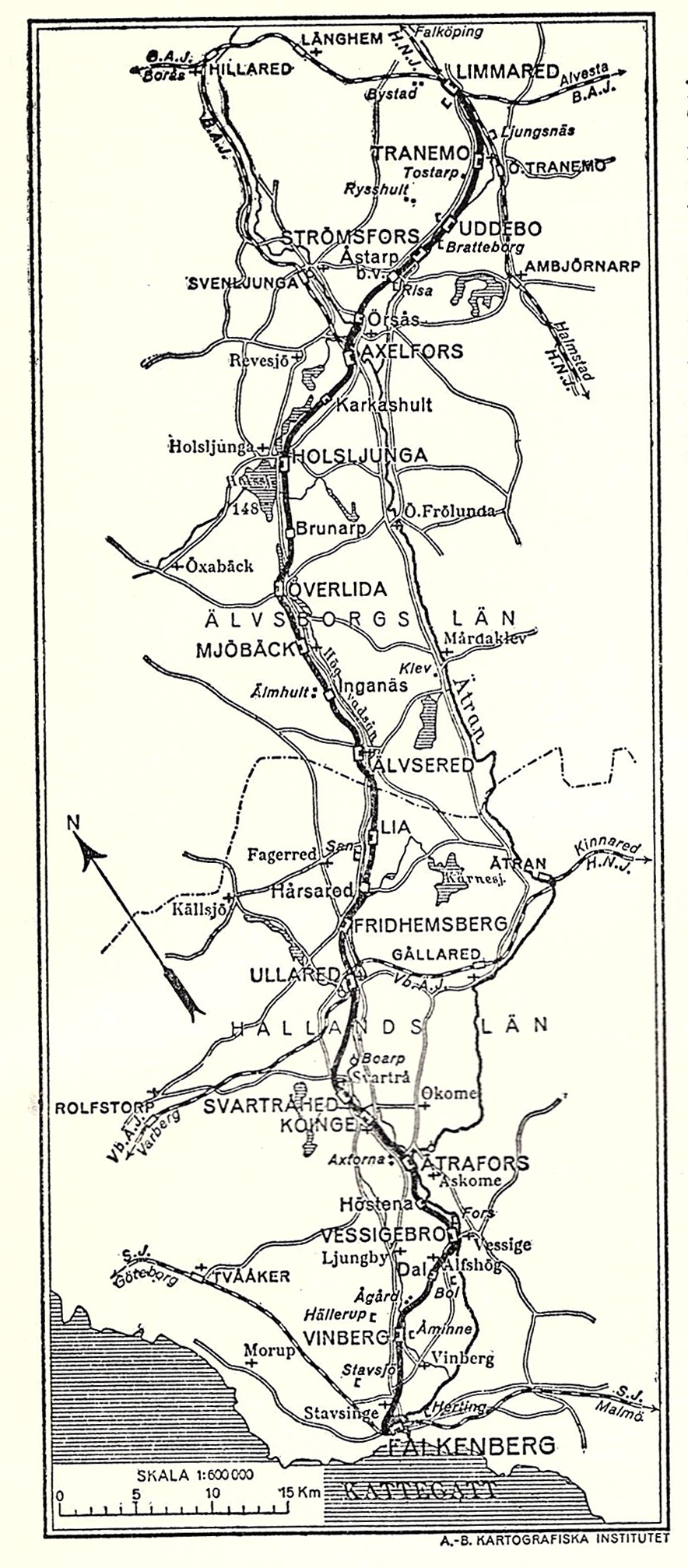
FJ. Karta 1926

Falkenbergs järnväg (FJ), även kallad Pyttebanan, var en 891 mm smalspårig järnväg mellan Falkenberg i Hallands län och Limmared i Älvsborgs län som var i drift mellan den 28 september 1894 och den 1 maj 1961.

## Tillkomsthistoria
Det hade 1869 funnits planer på att bygga en järnväg mellan Fegen och Falkenberg, men av dessa planer blev inget och det skulle dröja tills Mellersta Hallands järnväg (Halmstad – Falkenberg – Varberg) blev färdig 1886 innan planerna på att bygga en järnväg från Falkenberg och inåt landet åter skulle bli aktuella.
Trafikchefen för Mellersta Hallands Järnväg, Albert Simonsson, föreslog 1890 att en 30 kilometer lång järnväg skulle byggas från Falkenberg till Berg, nära Gällared. Fredrik Arvidsson Posse arbetade fram ett kostnadsförslag för att bygga en järnväg med en spårvidd av 600 mm, kostnaden skulle bli 823 000 kronor.
Vid ett möte 16 april 1891 i Ljungby gästgivaregård beslutades att bilda ett bolag för bygget, aktier på omkring 350 000 hade då tecknats och det totala aktiekapitalet planerades att bli mellan 400 000 och 800 000 kronor.
En konstituerade bolagsstämma för Falkenbergs Järnvägs AB hölls 2 juni 1892, landshövding Carl Nordenfalk blev ordförande.
Koncession gavs 8 juli 1892 av Kungliga väg- och vattenbyggnadsstyrelsen för sträckan Falkenberg−Fridhemsberg, efter att en ansökan i september 1891 blivit avslagen, medan en ansökan att bygga en järnväg från Varberg via Mjöbäck till Månsarp blivit beviljad. Då de bägge järnvägarna skulle komma att gå parallellt på en sträcka av 19 kilometer från Fridhemsberg togs denna delen bort från ansökan. Det fanns en del, relativt långtgående, tekniska krav förknippande med att ansökan blivit godkänd. Därför kom förslaget att göras om, bland annat ändrades spårvidden till 891 millimeter, och en ny ansökan skickades in 18 november. Denna godkändes 16 december och det första spadtaget togs 23 december 1892.
Efter att banan fram till Fridhemsberg nu blivit färdig lämnade man in en ansökan på koncession för sträckan Fridhemsberg till Älvsered. Denna beviljades 17 maj 1895 trots motstånd från intressenterna för Varbergsbanan. Varbergsbanan hade haft svårt att få ihop kapital och kunde därför trots intensivt lobby-arbete inte hindra koncessionen för den nya sträckan, ett antal begränsningar för det fall att Varbergsbanan skulle bli byggd fanns dock med i godkännandet.
Under den följande tioårsperioden kom järnvägen att efterhand förlängas. Koncession för sträckan Älvsered – Mjöbäck beviljades 18 juli 1896, för sträckan Mjöbäck−Holsljunga 13 januari 1899 och Holsljunga−Limmared 27 april 1900. Olika planer på att låta järnvägen fortsätta till Ulricehamn och Jönköping  kom dock att aldrig att genomföras. Det fanns också planer på att förbinda banan med Säröbanan från Ullared över Horred och upp till Särö, söder om Göteborg. Dessa planer förverkligades aldrig heller.

## Fordon
Bolaget köpte två tanklok från Kristinehamns Mekaniska Verkstad, fyra tvåaxliga personvagnar och 48 tvåaxliga godsvagnar. 1925 bestod den rullande materielen av sju tanklok, en motorvagn (en vid Tidaholms bruk ombyggd personboggievagn), sex tvåaxliga personvagnar, sex personboggivagnar, 152 tvåaxliga godsvagnar, en boggigodsvagn och 3 vagnar med postutrymme. En motorvagn köptes 1936 från Nohab och en från Motala Verkstad 1938.

## Trafik
Till att börja med trafikerades järnvägen av blandade tågsätt, det vill säga gods och passagerare åkte med samma tåg. Detta innebar att gods kom att lastas på eller av samtidigt som passagerare gick av eller på tåg, vilket gjorde att resorna kunde ta lång tid. Efter några år kom dock trafiken att delas upp.
Framförallt trävaror transporterades på järnvägen, vanligen med Falkenbergs hamn som mål för att sedan exporteras. Så länge denna transport var av stor omfattning, fram till 1920-talet, kom järnvägen att ha sin storhetstid med årliga transporter över 50 000 ton. När exportförbud för massaved infördes 1921 och skogsavverkningarna minskade samt brytningen av fältspat upphörde i Gräne gruva 1932 innebar detta ett stort avbräck för järnvägen. Samtidigt skedde en fortlöpande förlust av passagerare till vägtrafiken. Järnvägen kom alltså under 1930-talet att få ekonomiska problem och förkortningen för järnvägen, FJ, kom att utläsas Fattig järnväg. För att rädda driften kom järnvägen att i två etapper 1 april 1939 och 1 juli 1940 att förstatligas.
I samband med andra världskriget upplevde järnvägen en kort renässans då brist på drivmedel och reservdelar skapade problem för vägtrafiken. Efter kriget fortsatte den tidigare trafikminskningen.

## Nedläggning
De ekonomiska förlusterna fortsatte och den 1 november 1959 lades all trafik ner förutom persontrafiken mellan Axelfors och Älvsered som fick fortsätta till den 1 maj 1961 eftersom vägarna var dåliga. Rivningen av banan påbörjades omedelbart efter sista tåget och var slutförd i slutet av 1961.

## Namnet
Det finns åtminstone två teorier om varför banan fick smeknamnet "Pyttebanan".
- En uppenbar möjlighet är att namnet kom sig av att det var en smalspårig liten järnväg i jämförelse med de normalspåriga järnvägarna.
- En annan teori är att namnet kommer av att det lilla tåget såg ut som en "pytta" (höna på halländska) med sina kycklingar (vagnar) i rad efter sig där det sakta tog sig fram över fälten.

I Limmared kallades banan för "Kattrumpan".

## Nutid
Delar av banvallen har blivit länsväg 154 mellan Överlida och Brunarp. Andra delar av banvallen har använts för mindre vägar på sträckorna Floasta−Ullared, Älvsered−Mjöbäck−Dragslyckan och Brunarp−Holsljunga−Axelfors. Under 2000-talet har en del sträckor blivit cykelvägar, till exempel Ullared−Lia, Lia−Älvsered och Uddebo−Tranemo Västra, eller cykelleder, som Pyttebaneleden vilken följer den gamla banvallen mellan Ullared och Älvsered. På slätten från Vinberg närmast Falkenberg har banvallen återgått till åkermark.
Sedan vårvintern 2015 finns informationsskyltar uppsatta på vissa platser längs den gamla banvallen, vilka berättar om vad som har funnits på platsen, vilket bidrar till att göra sträckan informativ som historisk vägsträcka. I Fridhemsberg finns den gamla stationsskylten kvar. Skylten bär texten: Fridhemsberg - höjd över havet 80 meter. Inte långt från Fridhemsberg finns också en gammal järnvägsbro bevarad.
Historiska byggnader hittar man bland annat vid Kärnebygdsvägen. Lokstallet i Falkenberg, som byggdes 1894 och byggdes till med ett fjärde stallspår 1899, finns bevarat och används nu som detaljhandelslokaler. Vändskivan från 1944, med fem meters diameter, är markerad i marken utanför.